# Lista de deputados estaduais de Pernambuco da 17.ª legislatura
Esta é uma lista dos deputados estaduais eleitos para a legislatura 2011-2015 da Assembléia Legislativa do Estado de Pernambuco.

## Composição das bancadas
| Partido | Líder                  | Bancada | Posição      |
| ------- | ---------------------- | ------- | ------------ |
| PSB     | Ângelo Ferreira        | 18 / 49 | Governo      |
| PSDB    | Antônio de Moraes      | 6 / 49  | Independente |
| PT      | Manoel Santos          | 4 / 49  | Oposição     |
| PTB     | Augusto César          | 4 / 49  | Oposição     |
| PDT     | Botafogo Filho         | 3 / 49  | Governo      |
| PMDB    | Gustavo Negromonte     | 3 / 49  | Governo      |
| PP      | Pastor Cleiton Collins | 3 / 49  | Governo      |
| PR      | Henrique Queiroz       | 3 / 49  | Governo      |
| PSD     | Rodrigo Novaes         | 1 / 49  | Governo      |
| PTC     | Beatriz Vidal          | 1 / 49  | Governo      |
| DEM     | Maviael Cavalcanti     | 1 / 49  | Independente |
| PMN     | Severino Ramos         | 1 / 49  | Independente |
| PRP     | Rildo Braz             | 1 / 49  | Governo      |

## Legislatura 2011/2015

### Deputados em exercício
| Nome                      | Partido | Posição      | Observações                                                    |
| ------------------------- | ------- | ------------ | -------------------------------------------------------------- |
| Adalberto Cavalcanti      | PTB     | Oposição     | Vice-líder da bancada de oposição                              |
| Adalto Santos             | PSB     | Governo      | Vice-líder da bancada do PSB                                   |
| Aglailson Júnior          | PSB     | Governo      | Vice-líder da bancada do PSB                                   |
| Alberto Feitosa           | PR      | Governo      | Retornou 4/jan/2014 Vice-líder da bancada do PR                |
| Aluísio Lessa             | PSB     | Governo      |                                                                |
| André Campos              | PSB     | Governo      |                                                                |
| Ângelo Ferreira           | PSB     | Governo      | Líder da bancada do PSB                                        |
| Antônio Moraes            | PSDB    | Governo      | Líder da bancada do PSDB                                       |
| Augusto César             | PTB     | Oposição     | Vaga de Izaías Régis (PTB) Líder da bancada do PTB             |
| Beatriz Vidal             | PTC     | Governo      | Vaga de Eriberto Medeiros (PTC) Líder da bancada do PTC        |
| Betinho Gomes             | PSDB    | Independente |                                                                |
| Botafogo Filho            | PDT     | Governo      | Líder da bancada do PDT                                        |
| Claudiano Martins Filho   | PSDB    | Governo      |                                                                |
| Clodoaldo Magalhães       | PSB     | Governo      |                                                                |
| Daniel Coelho             | PSDB    | Independente |                                                                |
| Diogo Moraes              | PSB     | Governo      | Vice-líder da bancada do governo                               |
| Eduardo Porto             | PSDB    | Governo      | Vaga de Edson Vieira (PSDB) Vice-líder da bancada do PSDB      |
| Everaldo Cabral           | PP      | Governo      |                                                                |
| Francismar Pontes         | PSB     | Governo      |                                                                |
| Guilherme Uchoa           | PDT     | Governo      |                                                                |
| Gustavo Negromonte        | PMDB    | Governo      | Líder da bancada do PMDB                                       |
| Henrique Queiroz          | PR      | Governo      | Líder da bancada do PR                                         |
| Isaltino Nascimento       | PSB     | Governo      | Retornou 4/jan/2014 Vice-líder da bancada do governo           |
| João Fernando Coutinho    | PSB     | Governo      |                                                                |
| Júlio Cavalcanti          | PTB     | Oposição     | Vice-líder da bancada do PTB                                   |
| Laura Gomes               | PSB     | Governo      | Retornou 4/jan/2014                                            |
| Leonardo Dias             | PSB     | Governo      |                                                                |
| Manoel Santos             | PT      | Oposição     | Líder da bancada do PT                                         |
| Marcantônio Dourado       | PSB     | Governo      |                                                                |
| Mary Gouveia              | PSB     | Governo      |                                                                |
| Maviael Cavalcanti        | DEM     | Independente | Líder da bancada do DEM                                        |
| Odacy Amorim              | PT      | Oposição     | Vice-líder da bancada do PT                                    |
| Pastor Cleiton Collins    | PP      | Governo      | Líder da bancada do PP                                         |
| Pedro Serafim Neto        | PDT     | Governo      | Vice-líder da bancada do PDT                                   |
| Raimundo Pimentel         | PSB     | Governo      |                                                                |
| Ramos                     | PMN     | Independente | Líder da bancada do PMN                                        |
| Raquel Lyra               | PSB     | Governo      |                                                                |
| Ricardo Costa             | PMDB    | Governo      |                                                                |
| Rildo Braz                | PRP     | Governo      | Líder da bancada do PRP                                        |
| Rodrigo Novaes            | PSD     | Governo      | Líder da bancada do PSD                                        |
| Rogério Leão              | PR      | Governo      |                                                                |
| Sebastião Oliveira Júnior | PR      | Governo      |                                                                |
| Sérgio Leite              | PT      | Oposição     | Líder da Bancada de Oposição                                   |
| Sílvio Costa Filho        | PTB     | Oposição     |                                                                |
| Teresa Leitão             | PT      | Oposição     | Vice-líder da bancada de oposição                              |
| Terezinha Nunes           | PSDB    | Independente | Vaga de Carlos Santana (PSDB)                                  |
| Tony Gel                  | PMDB    | Governo      | Vice-líder da bancada do PMDB                                  |
| Vinícius Labanca          | PSB     | Governo      |                                                                |
| Waldemar Borges           | PSB     | Governo      | Líder da bancada do governo                                    |
| Zé Maurício               | PP      | Governo      | Vaga de Luciano Siqueira (PC do B) Vice-líder da bancada do PP |

### Deputados eleitos
| Nome                                                | Partido | Nome                                          | Partido | Nome                                                  | Partido |
| --------------------------------------------------- | ------- | --------------------------------------------- | ------- | ----------------------------------------------------- | ------- |
| Adalberto Cavalcanti                                | PTB     | José Adalto Santos                            | PSB     | José Aglailson Querálvares Júnior                     | PSB     |
| Alberto Jorge do Nascimento Feitosa                 | PR      | Aluísio Lessa                                 | PSB     | André Wilson de Queiroz Campos                        | PSB     |
| Ângelo Rafael Ferreira dos Santos                   | PSB     | Antônio de Moraes Andrade Neto                | PSDB    | Heberte Lamarck Gomes da Silva (Betinho Gomes)        | PSDB    |
| Botafogo Filho                                      | PDT     | Carlos José de Santana                        | PSDB    | Claudiano Ferreira Martins Filho                      | PSDB    |
| Cleiton Gonçalves da Silva (Pastor Cleiton Collins) | PP      | Clodoaldo Magalhães Oliveira Lyra             | PSB     | Daniel Pires Coelho                                   | PSDB    |
| Diogo Moraes                                        | PSB     | Edson de Souza Vieira                         | PSDB    | José Eriberto Medeiros de Oliveira                    | PTC     |
| Everaldo Cabral de Oliveira                         | PP      | Francismar Mendes Pontes                      | PSD     | Guilherme Aristóteles Uchoa Cavalcanti Pessoa de Melo | PDT     |
| Gustavo Vasconcelos Negromonte                      | PMDB    | Henrique José Queiroz Costa                   | PR      | Izaías Régis                                          | PTB     |
| Isaltino José do Nascimento Filho                   | PSB     | João Fernando Pontual Coutinho                | PSB     | Júlio Cavalcanti                                      | PTB     |
| Laura Gomes                                         | PSB     | Leonardo Dias                                 | PSB     | Luciano Roberto Rosas de Siqueira                     | PC do B |
| Manoel José dos Santos                              | PT      | Marcantônio Dourado                           | PSB     | Mary Gouveia                                          | PSB     |
| Maviael Francisco de Moraes Cavalcanti              | DEM     | Odacy Amorim                                  | PT      | Pedro Serafim Neto                                    | PDT     |
| José Raimundo Pimentel do Espírito Santo            | PSB     | Severino Ramos                                | PMN     | Raquel Lyra                                           | PSB     |
| Ricardo Costa                                       | PMDB    | Rildo Braz                                    | PRP     | Rodrigo Novaes                                        | PSD     |
| Sebastião Ignácio de Oliveira Júnior                | PR      | Sérgio JoséLeite de Melo                      | PT      | Sílvio Serafim Costa Filho                            | PTB     |
| Maria Teresa Leitão de Melo                         | PT      | Antônio Geraldo Rodrigues da Silva (Tony Gel) | PMDB    | Vinícius Labanca                                      | PSB     |
| Waldemar Borges                                     | PSB     |                                               |         |                                                       |         |

### Por partido
| Nome                                        | Sigla | Número de eleitos | Número atual |
| ------------------------------------------- | ----- | ----------------- | ------------ |
| Partido Socialista Brasileiro               | PSB   | 16                | 18           |
| Partido da Social Democracia Brasileira     | PSDB  | 6                 | 6            |
| Partido dos Trabalhadores                   | PT    | 5                 | 4            |
| Partido Trabalhista Brasileiro              | PTB   | 5                 | 4            |
| Partido Democrático Trabalhista             | PDT   | 3                 | 3            |
| Partido do Movimento Democrático Brasileiro | PMDB  | 3                 | 3            |
| Partido Progressista                        | PP    | 3                 | 3            |
| Partido da República                        | PR    | 2                 | 3            |
| Partido Social Democrático                  | PSD   | 1                 | 1            |
| Partido Trabalhista Cristão                 | PTC   | 1                 | 1            |
| Democratas                                  | DEM   | 1                 | 1            |
| Partido da Mobilização Nacional             | PMN   | 1                 | 1            |
| Partido Republicano Progressista            | PRP   | 0                 | 1            |
| Partido Humanista da Solidariedade          | PHS   | 1                 | 0            |
| Partido Republicano Brasileiro              | PRB   | 1                 | 0            |

### Suplentes

#### Efetivados
| Nome                                                     | Partido | Vaga                       |
| -------------------------------------------------------- | ------- | -------------------------- |
| Auguto César Queiroz de Carvalho                         | PTB     | Izaías Régis               |
| Eduardo Porto de Barros                                  | PSDB    | Edson Vieira               |
| José Maurício Valladão Cavalcanti Ferreira (Zé Maurício) | PP      | Luciano Siqueira (PC do B) |
| Terezinha Nunes da Costa                                 | PSDB    | Carlos Santana             |

#### Em atividade
| Nome          | Partido | Deputado licenciado |
| ------------- | ------- | ------------------- |
| Beatriz Vidal | PTC     | Eriberto Medeiros   |

### Mesa diretora (biênio 2013/2014)
| Cargo                     | Nome                   |
| ------------------------- | ---------------------- |
| Presidência               | Guilherme Uchoa        |
| Primeira Vice-Presidência | Marcantônio Dourado    |
| Segunda Vice-Presidência  | Edson Vieira           |
| Primeira-Secretaria       | João Fernando Coutinho |
| Segunda-Secretaria        | Sérgio Leite           |
| Terceira-Secretaria       | Henrique Queiroz       |
| Quarta-Secretaria         | Eriberto Medeiros      |